# Charlotte
Charlotte (wymowa:/ˈʃɑrlət/) – miasto we wschodniej części Stanów Zjednoczonych, największe miasto stanu Karolina Północna, siedziba administracyjna hrabstwa Mecklenburg.
Drugie co do wielkości centrum bankowe w Stanach Zjednoczonych.
Założone w 1755 przez Thomasa Polka, wuja prezydenta USA Jamesa Polka. Nazwa pochodzi od królowej Charlotte, żony Jerzego III.

## Demografia
Aglomeracja Charlotte-Gastonia-Salisbury CSA jest jedną z 10 najszybciej rozwijających się w Stanach Zjednoczonych (9. lokata), liczba jej mieszkańców wzrosła o 31,3% między 2000 i 2008. Część aglomeracji leży w stanie Karolina Południowa (South Carolina). Charlotte to znaczący punkt przeładunkowy dla towarów z regionu.

## Podział administracyjny
W mieście wyróżnia się 199 okręgów statystycznych Neighborhood Statistical Area. W centrum znajdują się cztery okręgi ward.

## Gospodarka
Charlotte jest ważnym ośrodkiem sektora bankowego w Stanach Zjednoczonych. W mieście znajduje się m.in. siedziba Bank of America oraz wschodnia centrala Wells Fargo (wcześniej była to siedziba banku Wachovia). Poza sektorem bankowym, Charlotte określane jest również mianem amerykańskiej Siedziby Energetyki, z uwagi na fakt, że w mieście funkcjonuje ponad 260 przedsiębiorstw z tego sektora.
W mieście swoje siedziby posiada wiele firm z rankingu Fortune 500:
- Lowe’s – sieć marketów budowlano-remontowych
- Nucor – producent stali
- Duke Energy – producent energii elektrycznej
- Sealed Air – producent opakowań i pojemników
- Sonic Automotive – dystrybutor samochodów
- Family Dollar – sieć sklepów
- SPX Corporation – producent sprzętu przemysłowego
- Domtar – producent papieru

W mieście siedzibę ma także producent bananów Chiquita Brands International.

## Ważniejsze obiekty
- hydroelektrownia na rzece Catawba
- Uniwersytet Karoliny Północnej
- Queens College
- The Mint Museum of Art (muzeum sztuki)
- Carolinas Aviation Museum (muzeum lotnictwa)
- The Charlotte Museum of History (muzeum miejskie)
- The Light Factory (muzeum fotografii i filmu)
- U.S. National Whitewater Center (centrum sportowo-rekreacyjne)

## Religia
Wyznanie rzymskokatolickie
- Siedziba diecezji Charlotte

Zobacz też
- Billy Graham Evangelistic Association

## Transport
- Port lotniczy Charlotte

## Sport
- Charlotte Hornets – klub koszykarski mężczyzn
- Charlotte Sting – klub koszykarski kobiet
- Charlotte Checkers – klub hokejowy
- Carolina Panthers – klub futbolu amerykańskiego
- Charlotte Cobras – klub lacrosse
- Charlotte FC – klub piłkarski
- Time Warner Cable Arena – arena sportowa służąca klubom sportowym
- Bank of America Stadium – arena sportowa służąca klubom sportowym

## Miasta partnerskie
Miasta partnerskie Charlotte:
- Arequipa, Peru (1962)
- Baoding, Chińska Republika Ludowa (1987)
- Hadera, Izrael (2008)
- Krefeld, Niemcy (1985)
- Kumasi, Ghana (1995)
- Limoges, Francja (1992)
- Woroneż, Rosja (1991)
- Wrocław, Polska (1993)